# FIFA-Weltfußballer des Jahres 1995
Der FIFA-Weltfußballer des Jahres 1995 (damals noch FIFA World Player) wurde am 8. Januar 1996 auf einer von der italienischen Sportzeitung La Gazzetta dello Sport anlässlich ihres 100-jährigen Bestehens organisierten Gala im Teatro Nazionale von Mailand gekürt. Es war die fünfte Vergabe der 1991 vom Fußballweltverband FIFA eingeführten Auszeichnung „FIFA-Weltfußballer des Jahres“. Gewinner der Auszeichnung war der Liberianer George Weah.

## Abstimmungsmodus
Der Gewinner wurde durch eine Abstimmung unter 95 Nationaltrainern der Welt ermittelt. Diese nannten jeweils die drei ihrer Meinung nach besten Fußballer, wobei keiner der drei aus ihrem eigenen Land stammen durfte. Eine Nennung an Platz eins brachte fünf Punkte, ein zweiter Platz drei Punkte, der dritte Platz einen Punkt. Danach wurden die Punkte addiert.

## Ergebnis (Top 10)
- Platzierung: die Platzierung, die ein Spieler erzielt hat.
- Name: Name des ausgezeichneten Spielers.
- Nationalität: Nationalität des ausgezeichneten Spielers.
- Verein: Verein, für den der Spieler in dem Kalenderjahr aktiv war. Wenn ein Spieler den Verein gewechselt hat, wird der abgebende Verein an erster Position genannt.
- Stimmen: die insgesamt erhaltenen Stimmen aller Länder.

| Platzierung | Name                | Nationalität | Verein                                | Stimmen |
| ----------- | ------------------- | ------------ | ------------------------------------- | ------- |
| 1.          | George Weah         | Liberia      | Paris Saint-Germain / AC Mailand      | 170     |
| 2.          | Paolo Maldini       | Italien      | AC Mailand                            | 80      |
| 3.          | Jürgen Klinsmann    | Deutschland  | Tottenham Hotspur / FC Bayern München | 58      |
| 4.          | Romário             | Brasilien    | FC Barcelona / CR Flamengo            | 50      |
| 5.          | Roberto Baggio      | Italien      | Juventus Turin / AC Mailand           | 49      |
| 6.          | Christo Stoitschkow | Bulgarien    | FC Barcelona / AC Parma               | 37      |
| 7.          | Iván Zamorano       | Chile        | Real Madrid                           | 36      |
| 8.          | Juninho Paulista    | Brasilien    | FC São Paulo / FC Middlesbrough       | 28      |
| 9.          | Matthias Sammer     | Deutschland  | Borussia Dortmund                     | 23      |
| 10.         | Michael Laudrup     | Dänemark     | Real Madrid                           | 20      |
| 10.         | Gianfranco Zola     | Italien      | AC Parma                              | 20      |